# The Rocky Road (film)
The Rocky Road è un cortometraggio muto del 1910 scritto e diretto da David W. Griffith. Prodotto e distribuito dalla Biograph Company, il film - girato a Edgewater, New Jersey - uscì nelle sale il 3 gennaio 1910.
Tra gli interpreti, il regista (e attore) Frank Powell, la moglie di Griffith Linda Arvidson e George Nichols, che aveva iniziato la sua carriera di attore nel 1908, proprio con Griffith da cui verrà diretto altre numerose volte.

## Trama
Ben è un alcolizzato che passa il proprio tempo ad ubriacarsi al bar e quando ritorna a casa, barcollante per aver bevuto troppo, è violento con la moglie. Alle preghiere della moglie di tornare sulla retta via abbandona sia la donna che la loro bambina. La donna, disperata e fuori di sè, esce di casa con la bimba in braccio trascinandosi per le strade innevate finquando giunge nei pressi di una fattoria. Qui, stremata, distende per qualche minuto la figlia su della paglia e si allontana. La piccola viene trovata da un brav'uomo che la prende in braccio e la porta alla sua fattoria dove tutta la sua famiglia la accoglie con affetto. Quando la madre della bambina torna laddove l'aveva lasciata, non la ritrova più e questo aggrava ancora di più le sue condizioni mentali. Gli anni passano e la bambina è ora cresciuta. Ella incontra un uomo maturo e benestante ed i due s'innamorano. L'uomo chiede in moglie la ragazza ai suoi genitori adottivi che acconsentono. Arriva il giorno delle nozze e gli sposi si recano insieme agli invitati alla chiesa dove verrà celebrato il matrimonio. Nel frattempo, giunge alla fattoria la madre della ragazza che viene accolta da una domestica che la fa entrare e le offre dell'acqua. La madre della ragazza vede la fotografia di quest'ultima e riconosce la propria figlia. Informata dalla domestica delle imminenti nozze della ragazza, la donna si fa condurre da una carrozza, di corsa, alla chiesa dove il ministro del culto sta per dichiarare la coppia marito e moglie. È a questo punto che la donna arriva e riconosce nello sposo il proprio marito e, prima di cadere a terra uccisa dall'emozione, gli rivela che la ragazza che stava per sposare è la loro figlia.

## Produzione
Il film fu prodotto dalla Biograph Company. Venne girato nel 1909 a Edgewater nel New Jersey.

## Distribuzione
Il copyright del film, richiesto dalla Biograph Co., fu registrato il 6 gennaio 1910 con il numero J136775.
Distribuito dalla Biograph Company, il film - un cortometraggio in una bobina - uscì nelle sale cinematografiche statunitensi il 3 gennaio 1910. Copie del film si trovano negli archivi della Library of Congress e del Museum of Modern Art. Nel 2007, il film è stato inserito in un'antologia, pubblicato in un DVD dal titolo D.W. Griffith, Director - Volume 5 -(1909-1910), distribuito negli USA dalla Grapevine Video.